# Estación de Canyelles
Canyelles es una estación de la línea 3 del Metro de Barcelona. 
La estación está situada debajo de la Vía Favència, en el distrito de Nou Barris de Barcelona, se inauguró en 21 de septiembre de 2001 con la prolongación de Montbau a Canyelles y hasta el 4 de octubre de 2008 fue cabecera de la línea 3, porque desde entonces lo es la estación de Trinitat Nova.
| << cabecera        | < estación | línea | estación > | cabecera >>   |
| ------------------ | ---------- | ----- | ---------- | ------------- |
| Metro              |            |       |            |               |
| Zona Universitària | Valldaura  |       | Roquetes   | Trinitat Nova |

- Datos: Q1975942
- Multimedia: Canyelles metrostation / Q1975942